# Parlementaire enquête naar Maas en Zuid-Willemsvaart
De parlementaire enquête naar Maas en Zuid-Willemsvaart was een parlementaire enquête in 1860 en 1861 door de Tweede Kamer.
België onttrok water van de Maas voor het voeden van haar kanalen en om gronden vruchtbaar te maken, waardoor de Maas in Nederland deels onbevaarbaar werd. Daarover werd onderhandeld met België. Daarnaast waren er in de Zuid-Willemsvaart belemmeringen (sluizen) voor de scheepvaart. Drie liberale Kamerleden, onder wie Johan Rudolph Thorbecke, wilden in 1860 weten welke de middelen tot herstel zouden zijn, en hoeveel dat zou kosten.
De enquêtecommissie stond onder leiding van  Willem Theodore Gevers Deynoot, die naast Thorbecke en het Limburgse Kamerlid Martin Pascal Hubert Strens, een van de initiatiefnemers was.
De commissie deed in haar verslag de aanbeveling krachtig verbetering van de vaarwateren op de Benedenmaas aan te pakken. België zou daaraan moeten bijdragen. Daarnaast moest er een verdrag met België komen over de wateraftappingen en dienden die aftappingen beperkt te worden.

## Enquêtecommissie
- Isaac Paul Delprat (conservatief)
- Willem Theodore Gevers Deynoot (liberaal)
- Jan Heemskerk Bzn. (liberaal)
- Antonius Alexis Josephus Meijlink (RK)
- Pieter Frederik Edmond van Wintershoven (liberaal)